# Дражновский сельсовет
Дражновский сельсовет — административная единица на территории Стародорожского района Минской области Республики Беларусь. Административный центр — агрогородок Дражно.

## География
Граничит с Щитковичским, Новодорожским, Стародорожским сельсоветами Стародорожского района и землями Осиповичского района Могилёвской области.

## История
Дражновский сельский Совет образован 16 июля 1954 года.

## Состав
Дражновский сельсовет включает 6 населённых пунктов:
- Дражно[бел.] — агрогородок.
- Залужье — агрогородок.
- Зеленая Дуброва — деревня.
- Корытище — деревня.
- Ляды — деревня.
- Подоресье — агрогородок.

## Производственная сфера
- Залужское лесничество ГОЛХУ «Стародорожский опытный лесхоз».
- ОАО «Залужье»
- ОАО «Ареса-агро».

## Инфраструктура
- 3дравоохранение: 2 фельдшерско-акушерских пункта, 1 врачебная амбулатория, 1 аптека.
- Образование: 1 детский сад-общеобразовательная средняя школа, 1 средняя общеобразовательная школа, 1 детский сад.
- Культура: 1 сельский Дом культуры, 1 сельская библиотека-клуб, 2 сельские библиотеки.

## Культура
- Историко-краеведческий музей при местной школе, посвящённый быту сакунов  аг. Залужье

## Достопримечательность
- Церковь Святого Георгия (1905) в аг. Залужье. Деревянная православная церковь, памятник деревянного зодчества.